# Phyllachora uppalii
Phyllachora uppalii är en svampart som beskrevs av K. Ramakr. & Subram. 1956. Phyllachora uppalii ingår i släktet Phyllachora och familjen Phyllachoraceae.   Inga underarter finns listade i Catalogue of Life.